# Casa a Sellui
La Casa a Sellui és una obra de Baix Pallars (Pallars Sobirà) inclosa a l'Inventari del Patrimoni Arquitectònic de Catalunya.

## Descripció
Casa de planta molt irregular, adaptada a la forta inclinació del terreny, motiu pel qual a l'est s'aixeca sobre un imponent mur de contenció de tosc aparell irregular i grans blocs a les cantonades amb la finalitat de salvar el desnivell. Per sobre d'aquest mur s'aixeca la casa, d'un parell de pisos i murs arrebossats. És de destacar una torre de planta circular o semicircular, en part imbuïda en el mur, que presenta a la part alta un balcó semicircular.